# Een vreemde vogel in het tuinhuis
Een vreemde vogel in het tuinhuis is een hoorspel in twee delen naar The Summer House Loon, een boek voor oudere kinderen (1978) van Anne Fine. Willem van Toorn vertaalde en bewerkte het en de VARA zond het uit vanaf woensdag 20 mei 1981. De regisseur was Ad Löbler.

## Delen
- Deel 1 (duur: 48 minuten)
- Deel 2 (duur: 43 minuten)

## Rolbezetting
- Paula Majoor (Ione Muffet)
- Jan Borkus (Professor Muffet, haar vader)
- Hans Karsenbarg (Ned Bult)
- Gerrie Mantel (Caroline Hope)
- Eva Janssen (mevrouw Phipps)
- Joke Reitsma-Hagelen (haar dochter Mollie)
- Paul van Gorcum (de emeritus-professor)
- Donald de Marcas (een onbekende geleerde)
- Willy Brill (de dame van het uitzendbureau)

## Inhoud
Ione, de dochter van de blinde professor Muffet, heeft - zo lang ze zich kan herinneren - elke zomer alleen doorgebracht in het tuinhuis achter in haar tuin, maar de komst van de buitengewone Ned Bult brengt daar allemaal verandering in. In vierentwintig uur leren Professor Muffet, zijn mooie secretaresse Caroline en Ned aan Ione hoe je het best overweg kunt met zaken als liefde, geld, carrière eenzaamheid, drank en… veertig mensen die onaangekondigd op de thee komen. De “dingen des levens” dus!